# Otto Gerloff
Otto Paul Gerloff (* 24. Juli 1876 in Magdeburg; † 17. Januar 1956 in Niederaschau) war ein deutscher Jurist und Politiker.

## Leben
Als Sohn eines Lehrers geboren, studierte Gerloff nach dem Besuch des „König-Wilhelm“-Gymnasiums in Magdeburg Rechtswissenschaften in Halle. Während seines Studiums wurde er 1896 Mitglied der Burschenschaft Germania Halle. Nach seinen Examen wurde er 1907 Bürgermeister in Stendal, 1914 Zweiter Bürgermeister und von 1915 bis 1916 Erster Bürgermeister in Graudenz. In Graudenz war er Hauptmann im Garnison-Bataillon 3. Von 1917 bis 1941 war er Oberbürgermeister in Landsberg an der Warthe. 1933 trat er in die NSDAP ein. Zusammen mit Konrad Adenauer und Carl Friedrich Goerdeler war Gerloff im Vorstand des Deutschen Städtetages. Er war Generalführer des Deutschen Roten Kreuzes, wofür er später das Große Bundesverdienstkreuz erhielt.